# Anna Margareta von Haugwitz
Anna Margareta von Haugwitz, född 18 januari 1622 i Calbe (Saale), död 20 mars 1673 i Stockholm, var en tysk adelsdam, gift med greve Carl Gustaf Wrangel.

## Biografi
Anna Margareta var dotter till Balthasar Joachim von Haugwitz och Sophie von Veltheim. Hennes far avled då hon var fyra år gammal, och hon blev tidigt föräldralös. 1630 placerades hon i ett cistercienserkloster i Egeln, och kom senare under vårdnad av grevinnan av Lowenstein, som gav henne en utbildning. Genom sin vårdnadshavare blev hon 1636 myndling till Johan Banér och kom att umgås i de svenska militärlägren, där hon mötte Carl Gustav Wrangel. Paret förlovade sig i maj 1640 och gifte sig i juni i härlägret vid Saalfeld i Thüringen. Anna Margareta von Haugwitz tillhörde lågadeln i Tyskland och saknade tillgångar då hon ingick äktenskap med Wrangel, en av Sveriges ambitiösa och framgångsrika militära ledare. Äktenskapet ingicks möjligen uteslutande för kärleks skull, något som var ovanligt under denna tid, och det ifrågasattes av hennes makes far och familj då det gav varken status eller egendom.    
Äktenskapet med C. G. Wrangel var troligen lyckligt och paret fick sammanlagt elva barn, fem söner och sex döttrar. Endast tre döttrar överlevde till vuxen ålder. Efter trettioåriga krigets slut 1648 levde hon en tid i Nürnberg och bosatte sig sedan med maken på hans gods i svenska Pommern. I Sverige levde paret omväxlande i Wrangelska palatset i Stockholm och på Skoklosters slott. 
Anna Margareta von Haugwitz tillhörde den grupp kvinnor som var aktiva som godsägare medan maken fortfarande var i livet, medan kvinnor annars främst brukade driva godsrörelse då maken var antingen död eller åtminstone långvarigt frånvarande. Hon tycks av maken ha getts ansvaret för godsens ekonomi och skötsel, något som blir märkbart av det faktum att godsens underlydande riktade ansökningar och klagomål och brev om godsens angelägenheter till henne. Hon handhade frågor om vem som skulle få arrendera olika gårdar under godset, men ingrep också i rättskipningen, och lyckades 1665 förhindra att en avrättning av en dragon verkställdes i Kristianstad; hon tog också emot förfrågningar om att rekommendera ansökningar till maken. 
Hon skapade en stiftelse som i hennes födelsestad Calbe varje år skulle dela ut pengar till skollärare, präster och fattiga barn. Pengarna bestod av räntan från stiftelsens egendomar och delades ut på hennes bröllopsdag den 1 juni. Hon avled efter en långvarig sjukdom. Anna Margareta von Haugwitz är begravd i det Wrangelska gravkoret i Skoklosters kyrka.